# Vida e costumes dos indígenas araucanos na segunda metade do século XIX
Vida e costumes dos indígenas araucanos na segunda metade do século XIX, tradução do título original Vida y costumbres de los indígenas araucanos en la segunda mitad del siglo XIX é um livro autobiográfico bilíngue escrito em mapudungun, língua também conhecida como mapuche, pelo ancião mapuche Pascual Coña (1840-1927). A obra foi transcrita e traduzida pelo missionário capuchinho Ernesto Wilhelm de Moesbach com a ajuda do linguista Rodolfo Lenz - sendo publicada em 1930 e reeditada em 1936. Usaram duas colunas, uma com o texto em mapudungun e outra em espanhol, cuja tradução realizaram.
Desde 1973, o livro passou a ser conhecido pelo seu título bilíngue: Lonco Pascual Cona ñi tuculpazungun - testimonio de un cacique mapuche, além de colocarem Pascal Coña como o autor, já que antes era Moesbach quem recebia tal função nas primeiras edições. A obra  é considerada uma das fontes mais importantes para o estudo da vida do povo mapuche durante a segunda metade do século XIX.

## Capítulos
Prólogo do Doutor Rodolfo Lenz
Prefácio do Missionário Ernesto Wilhelm de Moesbach
Prólogo do narrador.
Capítulo I. Lembranças da infância
Capítulo II. Alimentação daquele tempo
Capítulo III. Na Escola do P. Constancio
Capítulo IV. Carpinteiro aprendiz e oficial em Santiago
Capítulo V. Minha terra natal e sua natureza
A. Rauquenhue seu solo, seus habitantes; conceitos astronômicos, meteorológicos; noções do tempo; conhecimento do reino mineral
B. A flora conhecida pelo indígenas
C. A fauna indígena
Capítulo VI. Vida Social
Capítulo VII. Cultivo e uso do milho
Capítulo VIII. As maçãs e seu emprego para a chicha

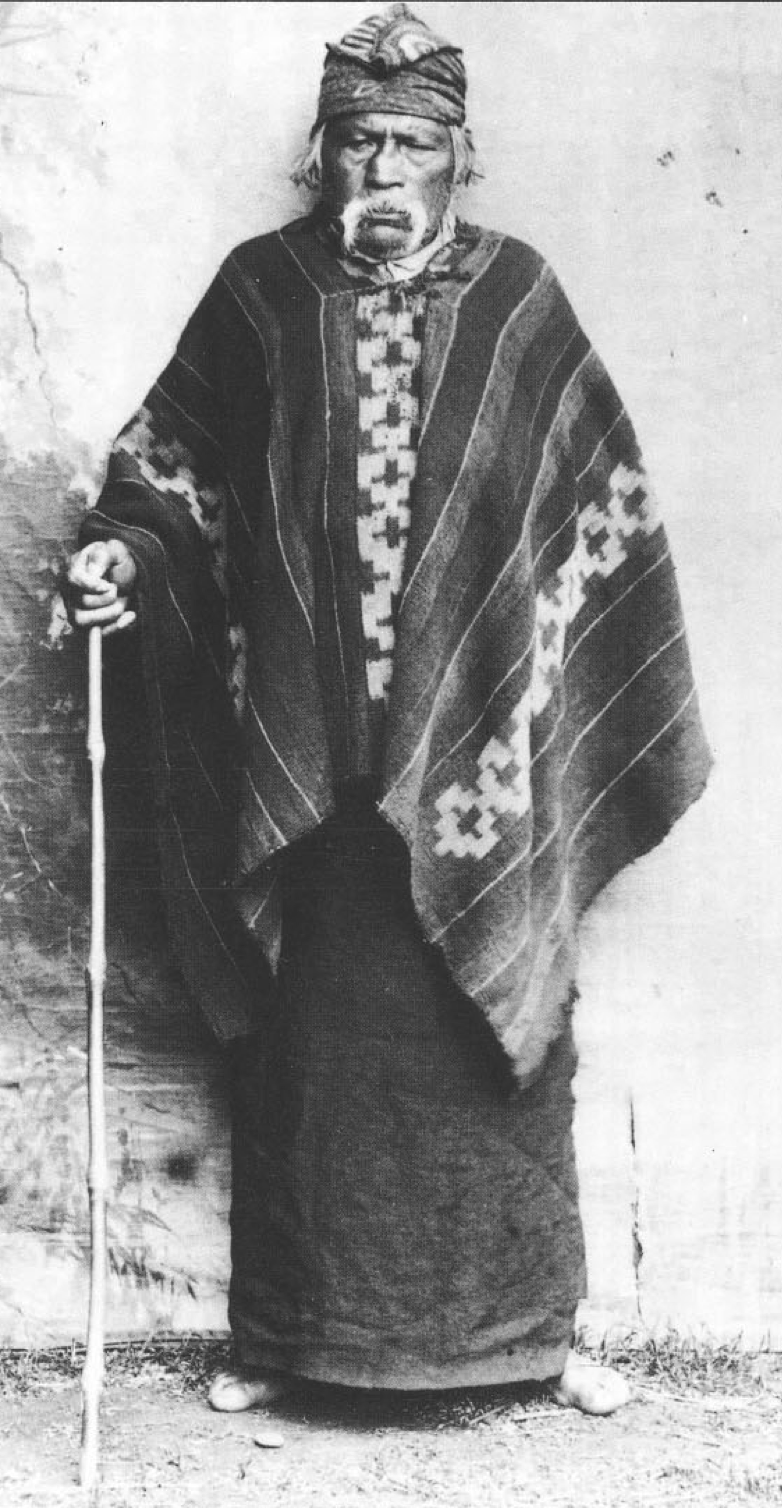
Pascual Coña idoso. Fotografia do canadense Obder Heffer, c. 1925.

Capítulo IX. Colheita e debulha do trigo
Capítulo X. A ruca indígena
- Ruca é a casa tradicional dos mapuches.[4]

Capítulo XI. Vida doméstica
Capítulo XII. Trabalhos das mulheres

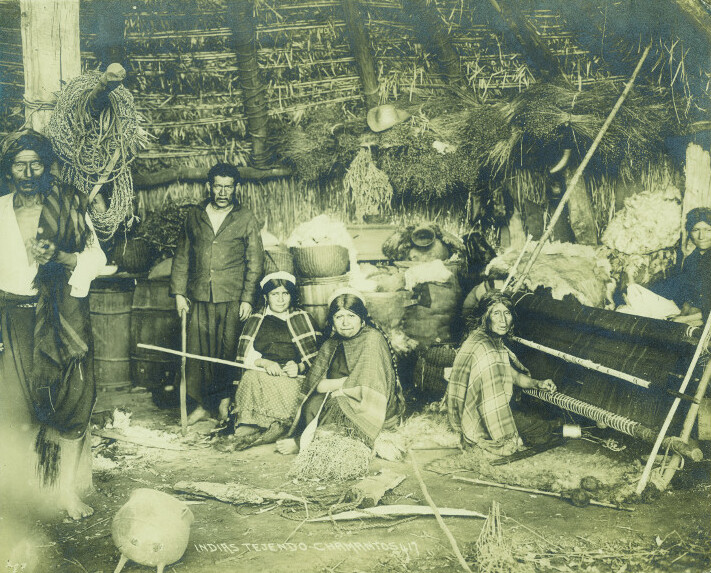
Interior de ruca mapuche no final da metade do século XIX, c. 1895. Fotografia de Odber Heffer, cópia em papel, 24 x 19,3 cm. Heffer é considerado um dos fundadores da fotografia etnográfica.

Capítulo XIII. O casamento tradicional antigo
Capítulo XIV. O casamento entre indígenas mais civilizados
Capítulo XV. O malón geral de 1881
- Malón é o termo para tática militar ofensiva utilizada pelos mapuches, que consistiam no saque rápido de povos inimigos, nesse caso os chilenos, nos quais utilizavam também de cavalos.
- Esse fato histórico é também conhecido como Levantamento ou Revolta Mapuche de 1881.[5]

Capítulo XVI. Viagem à Buenos Aires
A. A ida
B. A estada em Buenos Aires
C. A volta
Capítulo XVII. A machi
Capítulo XVIII. O machitún
Capítulo XIX. O nguillatún
Capítulo XX. Enterro de um cacique
Capítulo XXI. Contos

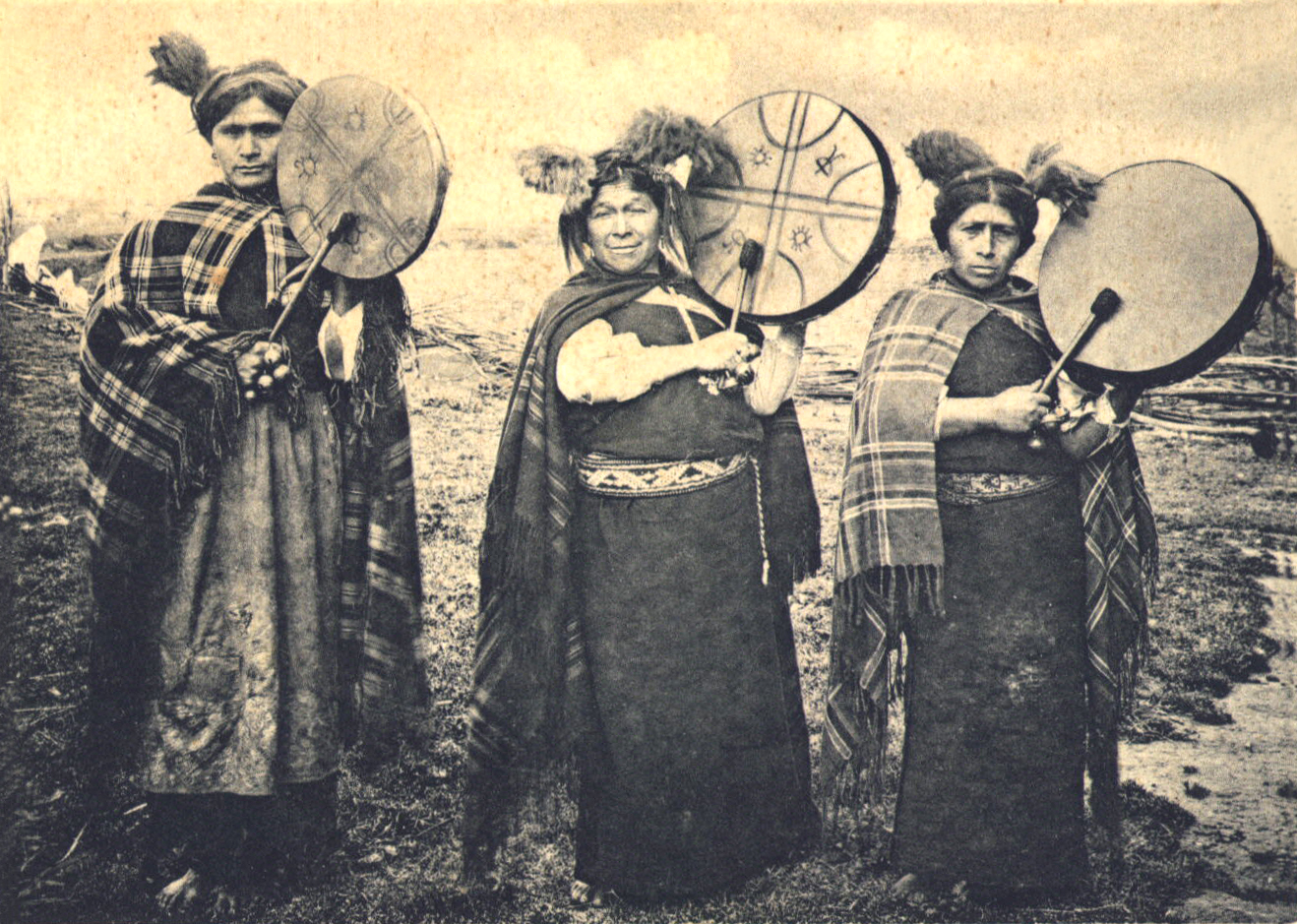
Machis tocando o "kultrun". Fotografia de 1900. O nome Machi é usado para designar a pessoa que tem a função de autoridade religiosa, conselheira e protetora do povo. Machitún é a cerimônia que realizam.

Capítulo XXII. Os últimos anos da vida do narrador
Conclusão
Os capítulos XVII e XVIII foram relatados por uma pessoa que conhecia os ritos religiosos, diferente de Pascual Coña, que era cristão desde sua adolescência. Tais contos foram relatados pelo ancião Huaiquill Blanco com a ajuda e versões alternativas do jovem Ignacio Marifil, sobrinho de Pascual.

## Adaptações
No ano de 2003, foi publicado Um Menino Chamado Pascual Coña, de José Quidel, uma adaptação infantil da obra de Pascual Coña.